# .cl
.cl – domena internetowa przypisana od roku 1995 do Chile. Zarządzana przez NIC Chile, znajdujący się w Universidad de Chile. Składnia nazwy domen, które mogą być zarejestrowane w NIC Chile została przyjęta w sierpniu roku 2005.